# Wrathrash
Wrathrash är en EP med det norska black metal-bandet Orcustus. EP:n utgavs som 7" vinylskiva (33⅓ rpm) år 2005 av skivbolaget Southern Lord Records.

## Låtlista
Sida A
1. "Wrathrash" (Dirge Rep/Taipan) – 4:12

Sida B
1. "Grin of Deceit" (Dirge Rep/Teloch) – 3:31

## Medverkande
Musiker (Orcustus-medlemmar)
- Dirge Rep (Per Husebø) – trummor, bakgrundssång
- Taipan (Christer Jensen) – sång, gitarr
- Infernus (Roger Tiegs) – basgitarr
- Tormentor (Bjørn Olav Telnes) – gitarr, basgitarr
- Teloch (Morten Bergeton Iversen) – gitarr

Produktion
- Teloch – producent, ljudmix, omslagskonst
- Taipan – ljudmix, omslagskonst
- Vrangsinn (Daniel Vrangsinn Salte) – ljudmix
- Dirge Rep – omslagskonst